# 华严塔 (上海市)
华严塔，又名松隐塔:202，位于上海市金山区亭林镇的松隐禅寺内，是一座七级砖木结构的楼阁式方塔。该塔始建于明朝洪武十三年（1380年），因建成后塔内藏有血书华严经而得名。中华人民共和国成立后，该塔得以多次维修。2002年，华严塔被列为上海市文物保护单位。

## 历史
元至正十二年（1352年），德然和尚在今金山区修建了一座寺庙，取名为松隐庵。明洪武十三年（1380年），德然和尚带领徒弟募集资金，在庵内修建一座方塔，耗时四年建成。建成后塔顶存放了由德然等僧人刺破手指，由僧道和尚写成的81卷血书华严经，该塔也因而得名华严塔。明正统年间，这座松隐庵被御赐匾额“松隐禅寺”。
该塔建成之后，与圆应塔、兴圣教寺塔和李塔并称为“松江府四塔”。明、清、民国时期均有修缮。中华人民共和国成立后，华严塔因年久失修，塔顶已经出现倾斜。1961年，华严塔遭到雷击，致使飞檐构件大部分坠落。1962年10月3日，华严塔被金山县人民政府列为县级文物保护单位。1963年上海市文物管理委员会和金山县文物部门整修了该塔，塔心木得以扶正，清除了塔上的朽坏构件，并在塔顶安装了避雷针。此后华严塔于1969年、1979年得以修缮，1982年时在塔的周围修建了长达84米的围墙。1999年该塔由金山区人民政府和上海市文物管理委员会联合出资200万元进行整体大修，重建了塔刹和塔檐，使其基本恢复了原貌。2002年，华严塔被列为上海市文物保护单位。:35

## 结构
华严塔位于今上海市金山区亭林镇松隐禅寺内，塔为七级砖木结构的楼阁式方塔，整体建筑风格偏近于唐代。该塔高31.25米，底宽3.33米，塔檐飞出，塔内修有扶梯。塔座上刻有崇阁，阁上供奉有千佛，下方雕刻有释迦牟尼、多宝佛，周边刻有护法。

## 出土文物
1999年的修缮中，考古人员在华严塔塔顶的宝刹内发现了39组文物，其中包括一部放置于木函中的血书华严经（残）、一件元代铜龙头鱼尾兽、一件明代贴金木坐佛、一件清代纯金莲花童子立像、一件鎏金银佛、一件银龛带盖木雕、若干枚钱币、若干念珠以及15颗舍利子等。:35-36